# Willy Borsus
Pour les articles homonymes, voir Borsus.
Willy Borsus, né le 4 avril 1962 à Pessoux (Ciney), est un homme politique belge, membre du Mouvement réformateur (MR). Il est ministre-président du gouvernement wallon de 2017 à 2019. Il est ensuite Vice-Président et Ministre de l’Économie, du Commerce extérieur, de la Recherche et de l’Innovation, du Numérique, de l’Aménagement du territoire, de l’Agriculture, de l’IFAPME et des Centres de compétences au sein du Gouvernement Di Rupo III.

## Jeunesse
Willy Borsus est le fils d'un agriculteur. Il grandit à la campagne, dans la ferme de ses parents. Il est marié à Isabelle, logopède. Il est père de trois enfants : Alexandre, Hélène et Clara.
Après ses études à l'Institut d'enseignement supérieur de Namur (IESN) où il décroche un bachelier en droit, Willy Borsus s'engage dans la vie communale. En 1988, il entre au conseil communal de Somme-Leuze, commune dont il devient bourgmestre à la suite des élections communales de 1994.
La même année, il est élu conseiller provincial pour la province de Namur.  Il devient président du Conseil provincial un an plus tard. Et devint ensuite le chef de groupe MR. Au printemps 2001 et jusque 2004, il est le conseiller de Michel Foret, ministre de l'Environnement et de l’Aménagement du territoire.
Après 3 candidatures à la première suppléance de la liste de la Chambre ou du Parlement wallon, Willy Borsus fait son entrée au Parlement de Wallonie en juin 2004 avec un score de 12 625 voix de préférence. Il enregistre le meilleur résultat tous partis confondus dans l'arrondissement de Dinant - Philippeville. En janvier 2008, Willy Borsus est nommé premier vice-président du bureau du Parlement de la Communauté française. En juin 2009, Willy Borsus devient chef de groupe MR, dans l'opposition, au Parlement wallon.
Au sein du Mouvement réformateur, Willy Borsus participe au Bureau national du parti depuis 15 ans. Il assume aujourd'hui[Quand ?] la présidence de la Fédération MR de la Province de Namur. En octobre 2009, le Conseil du Mouvement réformateur lui attribue la fonction de vice-président exécutif du MR. 
Fervent supporter du Standard de Liège. 

## Ministre
Aux élections fédérales et régionales du 25 mai 2014, il choisit de se présenter à la Région wallonne, comme tête de liste de la circonscription d'Arlon-Marche-en-Famenne-Bastogne. Il est réélu avec plus de 12 000 voix de préférence mais il prend cependant la voie du niveau fédéral en devenant ministre des Classes moyennes, des Indépendants, des Petites et moyennes entreprises, de l'Agriculture et de l'Intégration sociale au sein du Gouvernement Michel.
Le 28 juillet 2017, il devient le quatorzième Ministre-président du gouvernement wallon, à la suite de défiance lancée par le cdH et le MR à l'encontre du Gouvernement Magnette, renvoyant le PS dans l'opposition. 
Aux élections régionales du 26 mai 2019, Willy Borsus est tête de liste à la Région wallonne dans la circonscription d'Arlon – Bastogne – Marche-en-Famenne – Neufchâteau – Virton. Il récolte 17 750 voix de préférence. Son parti négocie avec le PS et Ecolo pour la formation du Gouvernement wallon. Il devient n°2 du Gouvernement Di Rupo III et devient ministre de l'Économie, du Commerce extérieur, de la Recherche et de l'innovation, du Numérique, de l'Aménagement du Territoire et de l'Agriculture, de l’IFAPME et des Centres de compétence le 13 septembre 2019.

## Carrière politique
- Conseiller communal de Somme-Leuze (1988-2014)
- Bourgmestre de Somme-Leuze (janvier 1995-2014)
- Conseiller provincial de Namur (1994-2004)
- Président du Conseil provincial de Namur (1995-2000)
- Chef de groupe au Conseil provincial de Namur (2000-2004)
- Député wallon et de la Communauté française (2004-2014 et 2019-)
- Premier vice-président du Parlement de la Communauté française (2008-2009)
- Chef de groupe au Parlement wallon (2009-2014)
- Ministre fédéral des Classes moyennes, des Indépendants, des Petites et moyennes entreprises, de l'Agriculture et de l'Intégration sociale (2014 - juillet 2017)
- Ministre-président du gouvernement wallon (28 juillet 2017-13 septembre 2019)
- Vice-président du gouvernement wallon et ministre de l'Économie, du Commerce extérieur, de la Recherche et de l'innovation, du Numérique, de l'Aménagement du Territoire et de l'Agriculture, de l’IFAPME et des Centres de compétences (du 13 septembre 2019 au 15 juillet 2024)
- Conseiller communal à la ville de Marche-en-famenne (depuis décembre 2018)
- Président du Parlement wallon (depuis le 15 juillet 2024)

## Décoration
- Grand-croix de l'ordre de la Couronne (2024)[6].